# Троина, Гаэтано
Гаэтано Троина (итал. Gaetano Troina; род. 14 февраля 1987, Борго-Маджоре, Сан-Марино) — санмаринский политический и государственный деятель, капитан-регент Сан-Марино совместно с Филиппо Таманьини с 1 октября 2023 по 1 апреля 2024 года.

## Биография
Гаэтано Троина родился 14 февраля 1987 года в Борго-Маджоре. По окончании школы изучал право в Болонском университете. В 2018 году был одним из основных организаторов создания в родном государстве новой партии. Троина один из лидеров новой партии, кто в июне 2018 года представлял её на презентации. В Генеральный совет Сан-Марино избрался в 2019 году.
В середине сентября 2023 года Большой и Генеральный совет избрал его и Филиппо Таманьини капитанами-регентами Сан-Марино на период с 1 октября 2023 по 1 апреля 2024 года. 1 октября вступил в должность капитан-регента Сан-Марино. В пасхальный понедельник 1 апреля 2024 года эту пару капитан-регентов сменила другая.